# Stéphane Gatignon
Stéphane Gatignon, né le 25 août 1969 à Argenteuil, est un homme politique français, maire de Sevran entre 2001 et 2018.

## Biographie

### Origines et études

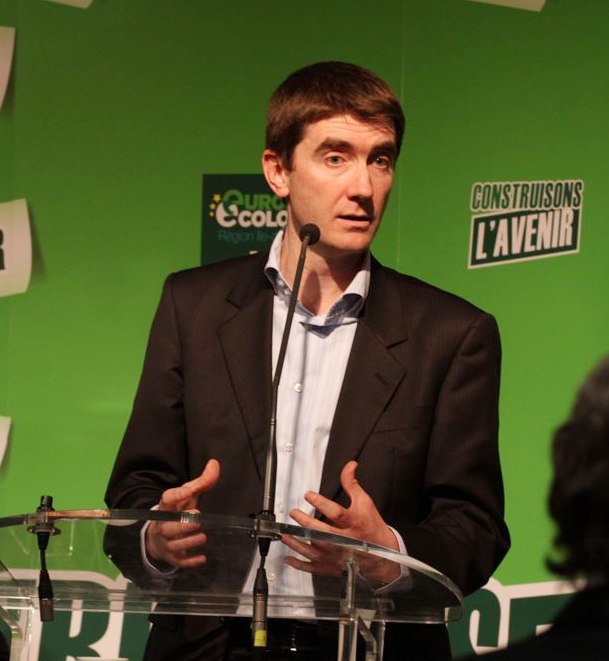
Stéphane Gatignon à un meeting EELV le 18 février 2012 à Sevran.

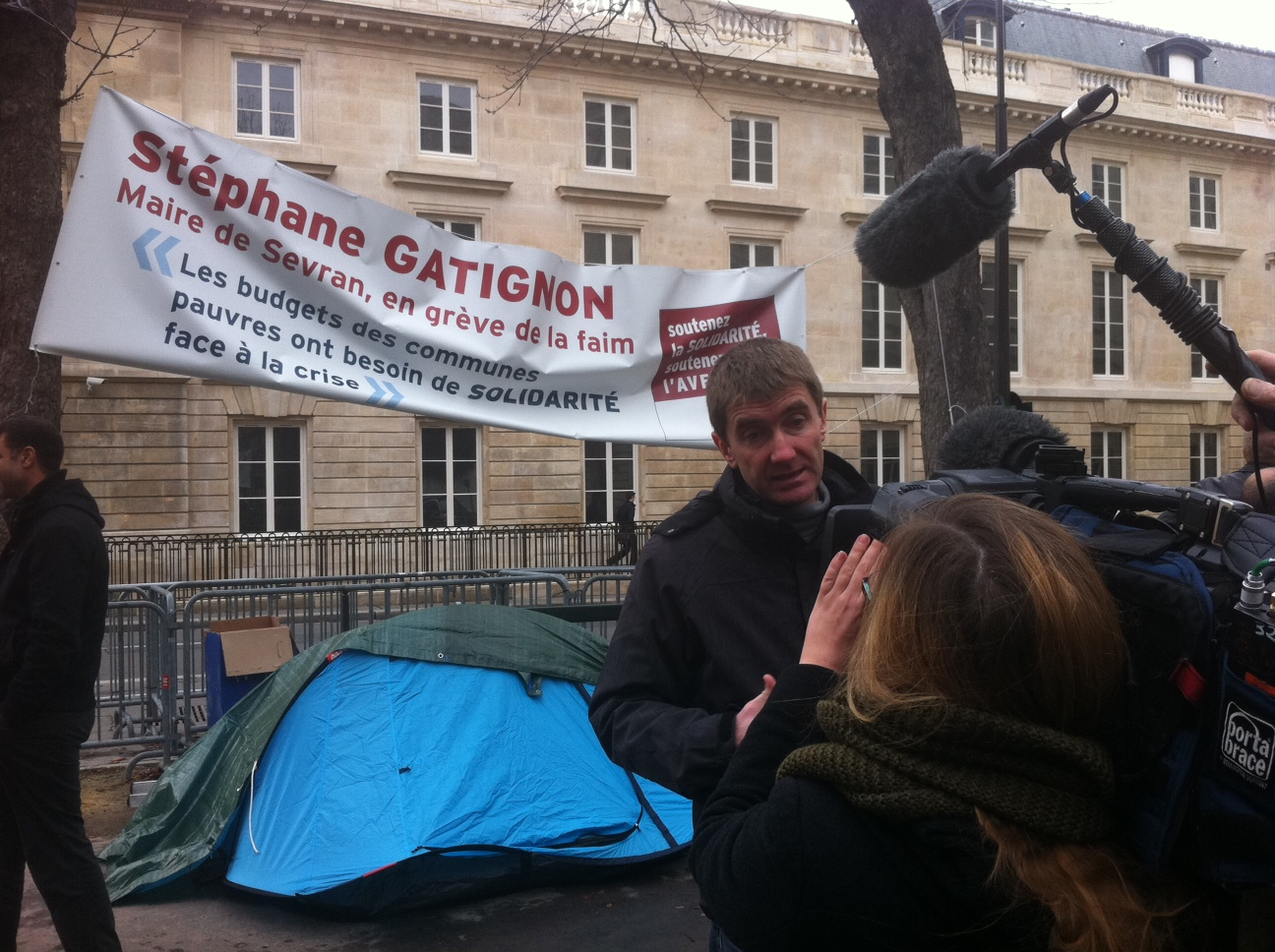
Stéphane Gatignon en grève de la faim devant l’Assemblée nationale en 2012.

Né dans une famille communiste, il est le fils de Claude Gatignon, maire-adjoint d'Argenteuil entre 1971 et 1995. Membre des Jeunesses communistes dès l'âge de 15 ans, il est actif dans le mouvement lycéen de 1986. Il s'éloigne progressivement de ce mouvement après les manifestations de la place Tian'anmen et la chute du mur de Berlin, jusqu'à s'en faire exclure. Après des études de lettres et de sciences humaines, il s'oriente vers un doctorat d'histoire à l'université Paris-XIII et entame une thèse sur l'histoire du communisme municipal.

### Formation politique
Entre 1996 et 2001, il est successivement collaborateur parlementaire de Guy Hermier, député des Bouches-du-Rhône, puis de François Asensi, député de Seine-Saint-Denis. Dans le cadre du mouvement des refondateurs du Parti communiste français, il devient directeur de publication de l'hebdomadaire Futurs. À la tête d'une liste de rassemblement de gauche, il est élu maire de Sevran, à l'âge de 31 ans le 18 mars 2001, succédant au RPR Jacques Oudot.

### Maire de Sevran

#### Du PCF au Parti écologiste
Il assume la gestion d'une des villes les plus pauvres de Seine-Saint-Denis, sinistrée depuis le départ des usines Kodak et Westinghouse. La commune est pratiquement en faillite, présente un fort taux de chômage et les bâtiments municipaux sont souvent délabrés au point d’être parfois dangereux. Sa première décision en tant que maire « a été d'acheter une quinzaine de cornes de brume pour que les enseignants puissent sonner l'alerte en cas d'incendie. » La ville est durement touchée par les émeutes de 2005. Il est réélu en 2008 dès le premier tour avec plus de 59 % des voix. Le Trombinoscope lui a décerné le « Prix de l'élu local de l'année » en 2009.
En rupture avec le Parti communiste français, il annonce en novembre 2009 son ralliement à Europe Écologie et conduit la liste de ce mouvement en Seine-Saint-Denis aux élections régionales de 2010. Il est élu conseiller régional d'Île-de-France en mars 2010. Proche de Daniel Cohn-Bendit et de la motion « Construire l’écologie pour toutes et tous », il accueille Nicolas Hulot à Sevran lors de sa déclaration de candidature aux primaires EELV en avril 2011. Il est un soutien des Tamouls qu'il considère opprimés au Sri Lanka.
Le 18 septembre 2015, il annonce son départ d'EÉLV se disant en désaccord avec son alliance avec le Parti de gauche dans certaines régions à l'occasion des élections régionales de décembre 2015 (pour lesquelles Mohamed Mechmache lui avait été préféré comme tête de liste départementale) et avec la ligne incarnée par Cécile Duflot. Il rejoint alors le mouvement de centre-gauche Écologistes !, créé le 2 septembre 2015 par Jean-Vincent Placé et François de Rugy.
Il parraine et soutient Emmanuel Macron pour l'élection présidentielle de 2017,. En marche refuse cependant de l'investir dans la 11e circonscription de Seine-Saint-Denis. Un an plus tard, tout en notant : « j’ai soutenu Macron. Je le soutiens encore », il se dit déçu de l'action du gouvernement en matière de politique de la ville et déclare : « En marche ! me fait penser à Russie unie : les responsables sont nommés pour trois ans. En banlieue, les permanences des nouveaux élus sont vides. En marche ! n’est qu’une écurie pour la prochaine présidentielle ».

#### Gestion municipale
Stéphane Gatignon s'est prononcé en faveur de la légalisation du cannabis pour enrayer le trafic de drogue, la circulation d'armes à feu et les violences qui en résultent, notamment en banlieue. Il s’alarme de l'insécurité et pointe l'abandon de la ville par les pouvoirs publics après l'incendie criminel à l'origine de la mort de cinq personnes, dont trois enfants, en août 2009 dans le quartier des Beaudottes vraisemblablement sur fond de trafic de drogue : « Cela a été une vraie rupture pour moi. Personne n'est venu pour la commémoration. Pas un ministre, pas un préfet. Je l'ai très mal vécu. J'ai été à deux doigts de tout arrêter. » 
En avril 2011, il publie, avec Serge Supersac (ancien CRS chargé de mission à l'Institut national des hautes études de la Sécurité et de la Justice) Pour en finir avec les dealers, où il développe ses arguments en faveur de la mesure extrêmement controversée de légalisation de l'usage du cannabis. 
Quelques mois plus tard, à la suite d’une série de violences liées à des règlements de compte dans un quartier populaire de Sevran où des tirs ont lieu à proximité d'une école maternelle, Stéphane Gatignon attire une nouvelle fois l'attention des autorités avec la formule suivante : « Il faut des forces d'interposition, des casques bleus, comme ceux qu'on envoie à l'étranger pour empêcher les belligérants de s'entre-tuer. » À la suite de cette déclaration, il obtiendra du Ministère de l’Intérieur, une présence renforcée de CRS dans la ville de Sevran.
Après le départ de Stéphane Gatignon du PCF, les divergences avec François Asensi se renforcent, suscitant de graves tensions dans l'intercommunalité créée en 2010. En 2012, il est candidat, avec la socialiste Melissa Youssouf pour suppléante, aux élections législatives, dans la 11e circonscription de Seine-Saint-Denis : Sevran, Tremblay-en-France, Villepinte. Largement devancé par François Asensi, il se retire laissant le sortant communiste seul en lice au second tour conformément à un accord passé entre les partis de gauche .
Un rapport publié le 28 mars 2012 par la chambre régionale des comptes d’Île-de-France juge très sévèrement la gestion de la commune, notant en particulier « des charges de fonctionnement importantes et non maîtrisées », « le non-respect des dispositions législatives dans la création de postes de développeurs territoriaux », et concernant le volet social de la politique de la ville, « un projet trop vaste, sans réel pilotage et sans évaluation pertinente ». Cependant, ce rapport mettait en avant les difficultés financières rencontrées par la ville de Sevran,.
Le 9 novembre 2012, Stéphane Gatignon se lance dans une grève de la faim afin de faire réagir le gouvernement face à la situation critique des finances de sa ville. Le 13 novembre doit en effet avoir lieu un débat parlementaire sur l’aide financière de l’État aux collectivités locales. Le maire de Sevran demande pour les communes les plus défavorisées une hausse de 180 millions d’euros (et non de 120 millions d’euros prévu par le gouvernement) de la dotation de solidarité urbaine (DSU). Soutenu par les habitants de sa ville, le mouvement de Stéphane Gatignon a cependant suscité des réactions divergentes au sein du gouvernement. De nombreuses personnalités lui ont apporté leur soutien, parmi lesquelles le ministre de l'Intérieur Manuel Valls, le président de l'Assemblée nationale Claude Bartolone (PS), le député PS Jean-Marie Le Guen, ou encore le premier secrétaire du PS Harlem Désir, mais aussi des écologistes Noël Mamère et Jean-Vincent Placé, la ministre du logement Cécile Duflot et l'ex-candidate à la présidentielle Eva Joly. Le président de la République François Hollande déclare également « comprendre la détresse » de Stéphane Gatignon même s’il juge la méthode discutable. La DSU de Sevran atteignant 8,2 millions d'euros en 2012, mais Sevran ayant souffert de la désindustrialisation, son budget de fonctionnement est 35 % inférieur aux communes de taille équivalente. Cependant le ministre délégué à la ville François Lamy assurant que la ville était l'une des mieux dotées en DSU juge qu'« il serait raisonnable de s'asseoir autour d'une table ».
Le 15 novembre, Stéphane Gatignon met un terme à sa grève de la faim après avoir obtenu gain de cause et l'annonce par l'État de la mise en place d'une augmentation des dotations de péréquation, dont doivent bénéficier une cinquantaine de villes. Le ministre délégué à la Ville François Lamy s'engage à ce que Sevran perçoive avant la fin de l'année les 4,7 millions d'euros dont le versement avait été retardé par l'Agence nationale pour la rénovation urbaine.  
Lors de l'élection régionale de 2015 en Île-de-France, Stéphane Gatignon figure en 5e position (en tant que membre de l'Union des démocrates et des écologistes) sur la liste de Seine-Saint-Denis menée par Claude Bartolone. La fusion des listes de gauche dans le département après le premier tour le fait disparaître de la liste. Ali Méziane, son remplaçant, ne pointe qu’à la 15e place, ce qui le rend quasi inéligible : « "Je ne voulais pas être élu, j’étais sur la liste juste pour aider la gauche mais il aurait dû y avoir une place pour Ali, mais ça n’a pas été le cas", s’insurge le maire de Sevran. "Il y a là un manque de respect scandaleux"  . »
En mars 2016, divers titres de presse se font l'écho d'accusations envers Stéphane Gatignon qui incriminent sa complaisance vis-à-vis des recruteurs de Daech et du salafisme dans sa commune,, accusations qu'il conteste vivement, expliquant au contraire avoir demandé à plusieurs reprises à l’État, « seul compétent » en la matière, la fermeture d'une salle de prière fréquentée par des recruteurs djihadistes et déclarant « Les assassins de Daech et leurs alliés quelles que soient les conditions qui ont conduit à leurs engagements barbares, ne m'inspirent qu'horreur et mépris ».
Le 27 mars 2018, il démissionne de son mandat de maire pour protester contre l’insuffisance des politiques publiques en banlieue. Il reste conseiller municipal de Sevran et conseiller métropolitain jusqu'aux élections municipales de 2020, auxquelles il ne se présente pas.

## Détail des mandats politiques
- Maire de Sevran : 2001-2018 (réélu en 2008 et en 2014)
- Conseiller général de la Seine-Saint-Denis (canton de Sevran) : 2004-2011
- Conseiller régional d’Île-de-France :  mars 2010 - décembre 2015

## Ouvrages
- Livres
  - La Bourse ou la Ville !, Paris, Éditions du Moment, 2013
  - Pour en finir avec les dealers, avec Serge Supersac, Paris, Grasset, 2011
  - À ceux que la gauche désespère, (Entretiens avec Sylvia Zappi), Paris, Le cherche-midi, 2008

- Travaux universitaires
  - « Luttes ouvrières et émergence du communisme à Argenteuil (années 1900 - années 1950) », in Girault (J.), dir., Les communistes en France (années 1920 - années 1960), Paris, Publications de la Sorbonne, 2002, p. 163-177.